# Головина, Ольга Николаевна
О́льга Никола́евна Головина́ (1902—1975) — советская оперная певица (меццо-сопрано) и педагог, заслуженная артистка РСФСР (1940). Лауреат Сталинской премии второй степени.

## Биография
Родилась 7 (20 мая) 1904 года.
В 1928 году окончила музыкальный техникум имени А. Г. и Н. Г. Рубинштейна по классу пения Л. Г. Звягиной. Пела в оперных театрах Самары (1930—1933), Свердловска (1936—1937). В 1933—1936 и после 1937 года — солистка ЛМАТОБ. Обладала сочным голосом и драматическим темпераментом.
С 1948 года — преподаватель ЛГК имени Н. А. Римского-Корсакова.
Умерла 22 марта 1975 года в Ленинграде.

## Оперные партии
- «Тихий Дон» И. И. Дзержинского — Аксинья
- «Черевички» П. И. Чайковского — Солоха
- «Борис Годунов» М. П. Мусоргского — Марина Мнишек
- «Садко» Н. А. Римского-Корсакова — Любава
- «Самсон и Далила» К. Сен-Санса — Далила
- «Царская невеста» Н. А. Римского-Корсакова — Любаша
- «Снегурочка» Н. А. Римского-Корсакова — Лель
- «Кармен» Ж. Бизе — Кармен
- «Аида» Дж. Верди — Аида

## Награды и премии
- заслуженная артистка РСФСР (1940)
- Сталинская премия второй степени (1951) — за исполнение партии в оперном спектакле «Молодая гвардия» Ю. С. Мейтуса на сцене ЛГМАТОБ